# Holy Diver
Holy Diver är gruppen Dios debutalbum, utgivet i maj 1983. Titelspåret och "Rainbow in the Dark" blev de mest populära låtarna från albumet.
Albumet nådde 61:a plats på albumlistan i USA och 13:e plats i Storbritannien.

## Låtlista
1. "Stand up and Shout" (Jimmy Bain/Ronnie James Dio) - 3:15
2. "Holy Diver" (Ronnie James Dio) - 5:54
3. "Gypsy" (Vivian Campbell/Ronnie James Dio) - 3:39
4. "Caught in the Middle" (Vinny Appice/Vivian Campbell/Ronnie James Dio) - 4:15
5. "Don't Talk to Strangers" (Ronnie James Dio) - 4:53
6. "Straight Through the Heart" (Ronnie James Dio) - 4:32
7. "Invisible" (Vinny Appice/Vivian Campbell/Ronnie James Dio) - 5:26
8. "Rainbow in the Dark" (Vinny Appice/Jimmy Bain/Vivian Campbell/Ronnie James Dio) - 4:15
9. "Shame on the Night" (Vinny Appice/Jimmy Bain/Ronnie James Dio) - 5:20

## Medverkande
- Vinny Appice - trummor
- Jimmy Bain - bas, keyboard
- Vivian Campbell - gitarr
- Ronnie James Dio - sång, keyboard